# دستگاه هشدار
دستگاه هشدار (انگلیسی: Alarm device) از ابزارهای امنیت فیزیکی است، که برای ارسال و اعلام هشدار صوتی یا تصویری مورد استفاده قرار می‌گیرد. دستگاه‌های هشدار اغلب برای اعلام هشدار از آژیر استفاده می‌کنند. نمونه‌هایی از تجهیزات و ابزارهایی که از دستگاه‌های هشدار استفاده می‌کنند، شامل سامانه اعلام حریق، دزدگیر، آشکارساز دود و سامانه کنترل توزیع‌شده می‌باشند.
دستگاه هشدار (Alarm System) یک وسیله یا مجموعه‌ای از ابزارهاست که برای شناسایی، اعلام و در برخی موارد واکنش به شرایط غیرعادی، خطرناک یا تعریف‌شده طراحی شده است. این دستگاه‌ها در محیط‌های مختلفی مانند خانه‌ها، ادارات، کارخانه‌ها، خودروها و مکان‌های حساس استفاده می‌شوند.
انواع دستگاه‌های هشدار:
1. دستگاه هشدار امنیتی (سرقت):
تشخیص ورود غیرمجاز از طریق سنسورهای حرکتی، درب و پنجره.
آژیر، تماس با مالک یا پلیس، یا ارسال پیامک.
2. دستگاه هشدار آتش‌سوزی:
تشخیص دود، حرارت یا گازهای خطرناک.
فعال‌سازی آژیر، سیستم اطفای حریق یا تماس با آتش‌نشانی.
3. دستگاه هشدار گاز:
تشخیص نشت گازهایی مانند گاز شهری (متان) یا منواکسیدکربن.
هشدار برای تخلیه مکان یا قطع خودکار شیر گاز.
4. هشدار پزشکی:
برای بیماران، سالمندان یا افراد ناتوان.
شامل دکمه اضطراری یا سنسورهایی برای تشخیص افت، ضربان قلب غیرعادی و تماس با مراکز درمانی.
5. هشدار صنعتی:
در کارخانه‌ها برای نظارت بر فشار، دما، نشت مواد، یا خرابی ماشین‌آلات.

اجزای اصلی دستگاه هشدار:
سنسور: برای شناسایی وضعیت غیرعادی (دود، حرکت، صدا، لرزش، گاز و...).
کنترلر مرکزی: پردازش اطلاعات سنسورها و تصمیم‌گیری برای فعال‌سازی هشدار.
آژیر یا آلارم: ایجاد صدا یا نور برای هشدار دادن.
ماژول ارتباطی: مانند تماس‌گیر خودکار، پیامک، اینترنت یا اپلیکیشن.

اگر مایل باشی، می‌تونم دستگاه هشدار خاصی رو هم برات با جزئیات بیشتری توضیح بدم.